# Teatro Nacional de São Carlos
Il Teatro Nacional de São Carlos è un teatro di Lisbona costruito tra il 1792 e il 1795 da José da Costa e Silva sulle rovine di un antico edificio distrutto dal terremoto del 1755.
Il teatro venne progettato seguendo lo stile della Scala di Milano e del San Carlo di Napoli e presenta una facciata di belle proporzioni e un interno di stile rococò.
Nel 1793 la prima opera rappresentata è stata La ballerina amante di Domenico Cimarosa diretta da António Leal Moreira che era il direttore musicale seguita da Le gelosie villane, La frascatana di Giovanni Paisiello, Fra i due litiganti il terzo gode, La molinara, Chi dell'altrui si veste presto si spoglia di Cimarosa e La virtuosa in Margellina di Pietro Alessandro Guglielmi.

Nel 1794 avviene la prima di Lo sciocco poeta di campagna di Guglielmi, la prima assoluta di Gli amanti della dote di Guglielmi e le prime de Il fanatico burlato, Giannina e Bernardone, Una cosa rara, I viaggiatori felici di Pasquale Anfossi, La vendemmia di Giuseppe Gazzaniga, I finti eredi di Giuseppe Sarti, Il matrimonio segreto, La serva innamorata di Guglielmi, Nina, o sia La pazza per amore, Il pittore parigino e la prima assoluta di A vingança da cigana di António Leal Moreira.
Dal 1800 il direttore musicale è stato Marcos António Portugal.
Il 22 giugno 1826 avviene la prima assoluta di Adina di Gioachino Rossini con Giovanni Orazio Cartagenova.
Dal 1828 al 1834 il teatro è rimasto chiuso per le Guerre Liberali, nel 1850 è stata introdotta l'illuminazione a gas e nel 1887 quella elettrica.
Nel 1958 ha visto in cartellone La traviata diretta da Franco Ghione con Maria Callas, Alfredo Kraus, Piero De Palma e Mario Sereni.
Nel teatro si svolgono rappresentazioni di opera, da novembre a giugno, e spettacoli di balletto classico.